# Otomops formosus
Otomops formosus là một loài động vật có vú trong họ Dơi thò đuôi, bộ Dơi. Loài này được Chasen mô tả năm 1939.